# Rapy
Rapy – osiedle (jednostka pomocnicza gminy) oraz część miasta Biłgoraja.

## Dane ogólne
Rapy znajdują się w północno-wschodniej części Biłgoraja. Sąsiadują z osiedlami Roztocze (od strony zachodniej) i Bojary (od strony północnej). Po stronie wschodniej Rapy sięgają granicy miasta. 
Pod względem powierzchni jest to jedna z najmniejszych jednostek podziału administracyjnego miasta. Obszar osiedla zajmuje ok. 37,0 ha.
Osią urbanistyczną osiedla jest droga wojewódzka nr 858, nosząca miano ulicy Zamojskiej i biegnąca stąd na północny wschód, w kierunku Zamościa. Północną granicę Rap wyznaczają torowiska linii kolejowych nr 65 i nr 66, biegnących równoleżnikowo, równolegle do siebie. Po stronie zachodniej (w kierunku osiedla Roztocze i centrum miasta) Rapy sięgają do ronda, na którym ulica Zamojska krzyżuje się z północną obwodnicą miasta.
Zabudowa osiedla ma charakter mieszkalny oraz przemysłowo-usługowo-magazynowy. Budownictwo mieszkaniowe to bloki (wzdłuż ulicy Zamojskiej) i domy jednorodzinne (przy ulicach bocznych). Wśród terenów przemysłowych największy obszar zajmują zakłady produkcyjne przedsiębiorstw Model Opakowania Sp. z o.o. (przemysł lekki papierniczy – produkcja opakowań z tektury) i Pol-Skone Sp. z o.o. (przemysł drzewny – produkcja okien i drzwi).
Organem uchwałodawczym osiedla jako jednostki pomocniczej gminy miejskiej Biłgoraj jest Rada Osiedla. Organ wykonawczy to Zarząd Osiedla.

## Informacje historyczne
Do XIX w. obszar dzisiejszego osiedla był niezagospodarowanym, zalesionym terenem, przez który przebiegał trakt łączący Biłgoraj z Zamościem. Z traktem krzyżowały się tu boczne drogi, wiodące do miejscowości Rapy Dylańskie (na północ) i Teodorówka (na południe). Obecnie po tych szlakach przebiegają droga wojewódzka nr 858 (wyżej wspomniana ulica Zamojska) oraz drogi powiatowe, łączące miasto z wymienionymi miejscowościami.
Od czasów I wojny światowej do początku lat 70. XX w. przez Rapy, równolegle do ulicy Zamojskiej, biegła Kolej wąskotorowa Zwierzyniec – Biłgoraj, na linii był przystanek kolejowy Rapy.

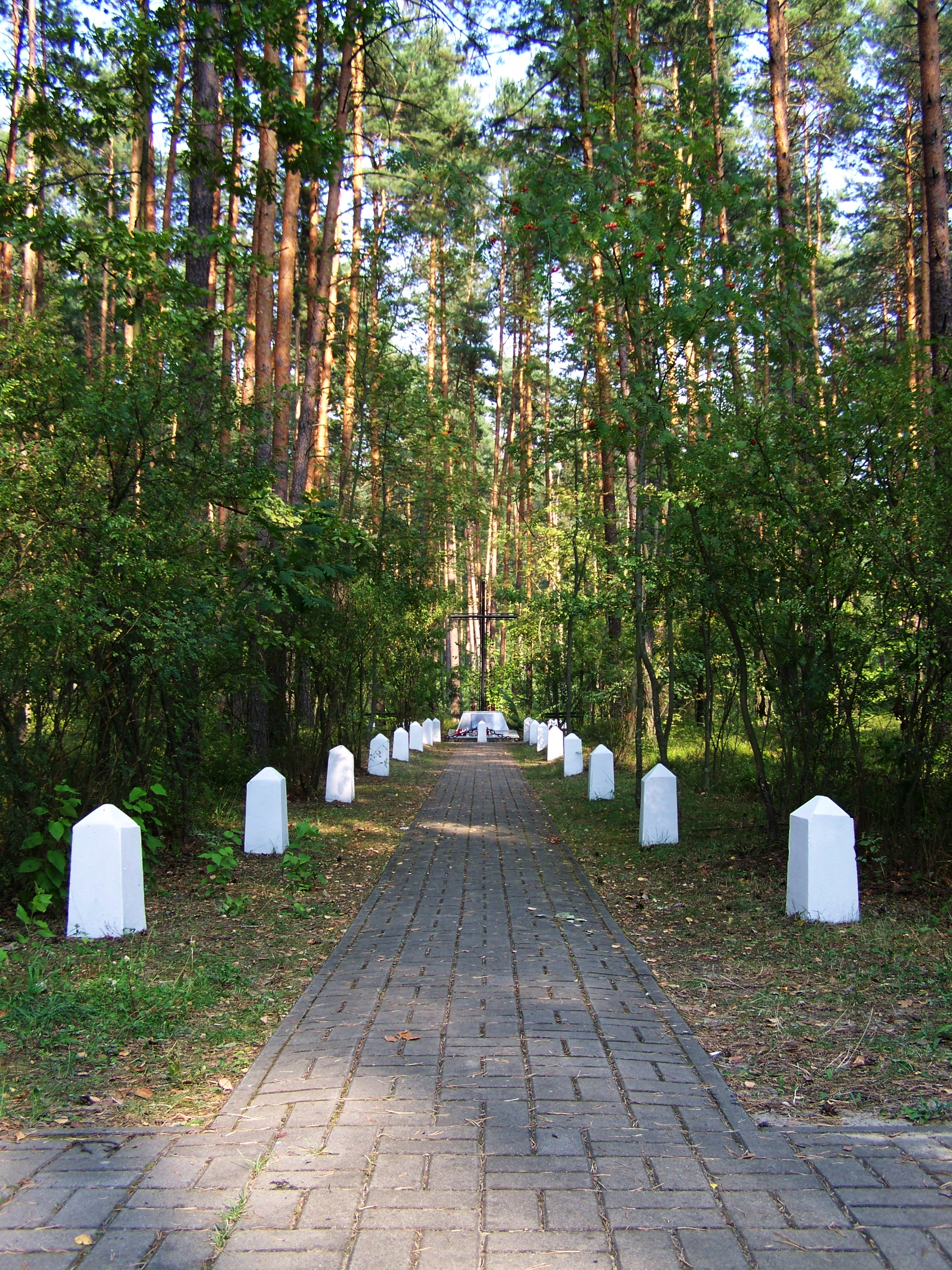
Alejka i krzyż w miejscu zbrodni z 4 lipca 1944.

W okresie okupacji niemieckiej (1939-1944) władze niemieckie na Rapach, obok przystanku kolejowego, umieściły wytwórnię baraków wojskowych. 15 marca 1943 oddział partyzancki Gwardii Ludowej, dowodzony przez Andrzeja Flisa ps. Maksym, zaatakował i spalił obiekty zakładu i stacji. 4 lipca 1944 w lesie na Rapach, przy drodze w kierunku Rap Dylańskich, hitlerowcy rozstrzelali i pochowali 65 polskich partyzantów, jeńców wojennych, pojmanych w trakcie Bitwy pod Osuchami. Ekshumacja zwłok nastąpiła już po wycofaniu się wojsk niemieckich, w sierpniu 1944. Obecnie w miejscu zbrodni stoi się krzyż z tablicą pamiątkową.
Po wojnie, w latach 60., 70. i 80. XX w. Rapy stały się przedmieściem o charakterze przemysłowym. Wzdłuż ulicy Zamojskiej zlokalizowane były obiekty Przedsiębiorstwa Budownictwa Kolejowo-Drogowego. Wówczas też powstały istniejące do dziś bloki mieszkalne oraz wytyczono obecną sieć ulic z zabudową jednorodzinną.
W 1963 przy skrzyżowaniu ulic Zamojskiej i Edwarda Gronczewskiego (obecnej Torowej) wystawiono pomnik, nawiązujący do losów tej części miasta w latach II wojny światowej. Ma on formę cokołu z orłem i krzyżem grunwaldzkim; napis na inskrypcji głosi, że jest to "miejsce uświęcone krwią patriotów narodowości polskiej, rosyjskiej i żydowskiej, którzy w latach okupacji zginęli z rąk zbrodniarzy hitlerowskich".
Po transformacji ustrojowej 1989 wymienione wyżej zakłady kolejowo-drogowe przestały istnieć; z ich obiektów dziś korzystają inne, prywatne przedsiębiorstwa z różnych branż. W 1998 w zachodniej części Rap wybudowano zakłady Model Opakowania sp. z o.o.; również w latach 90. XX w. swoją działalność rozpoczęło przedsiębiorstwo Pol-Skone sp. z o.o..
Osiedle Rapy jako jednostkę obecnego podziału administracyjnego w sensie formalnym powołano do życia Uchwałą Rady Miasta w Biłgoraju z dnia 25 sierpnia 2004; wówczas też wytyczono aktualnie obowiązujące granice osiedla.